# 行政改革実行法案
行政改革実行法案（ぎょうせいかいかくじっこうほうあん）は、民主党の行政改革調査会が「消費税増税の前に徹底的な行政改革を行う」として、通常国会で提出を目指していた法案。
主な骨子案は以下のとおり。

## 執行体制
- 「行政改革実行本部」の設置[2]
- 首相の諮問機関として、「行政構造改革会議」を設置
- 2014年度末までの3年間を「集中改革期間」
- 政府に行革の工程表の作成を義務づけ
- 「行政改革実行本部」は第2次安倍内閣発足2012年12月26日深夜の初閣議で廃止が決定された[3]

## 具体的な歳出削減策の内容
- 各府省における調達改善計画の作成
- 競り下げ方式を中心とした歳出削減の実行
- 調達における競争性および透明性の確保
- 国有資産などの売却
- 国家公務員の総人件費2割削減を目標として速やかに検討
- 総合評価方式の再検討
- 予算・決算の透明化